# جورج فرنسيس ريتشاردسون
جورج فرنسيس ريتشاردسون (بالإنجليزية: George Francis Richardson)‏ هو محامي وسياسي أمريكي، ولد في 6 ديسمبر 1829، وتوفي في 22 مارس 1912. حزبياً، نشط في الحزب الجمهوري.